# Paraíso Express
Paraíso Express è l'ottavo album del cantante spagnolo Alejandro Sanz, pubblicato il 10 novembre 2009.
Il disco contiene 10 brani prodotti dallo stesso Sanz, Tommy Torres e Bob Clearmountain.
Tra essi Looking for Paradise, cantato in duetto con Alicia Keys.

## Tracce
1. Mi Peter Punk – 3:46 (A. Sanz)
2. Desde Cuándo – 3:55 (A. Sanz)
3. Looking for Paradise – 4:33 (A. Sanz, A. Keys) – featuring Alicia Keys
4. Hice Llorar Hasta Los Ángeles – 4:09 (A. Sanz)
5. Sin Que Se Note – 4:26 (A. Sanz)
6. Lola Soledad – 3:33 (A. Sanz)
7. Pero Esta Tarde No Te Vas – 4:22 (A. Sanz)
8. Mala – 4:16 (A. Sanz)
9. Tú No Tienes La Culpa – 4:39 (A. Sanz)
10. Nuestro Amor Será Leyenda – 4:39 (A. Sanz)